# 세실 스미스

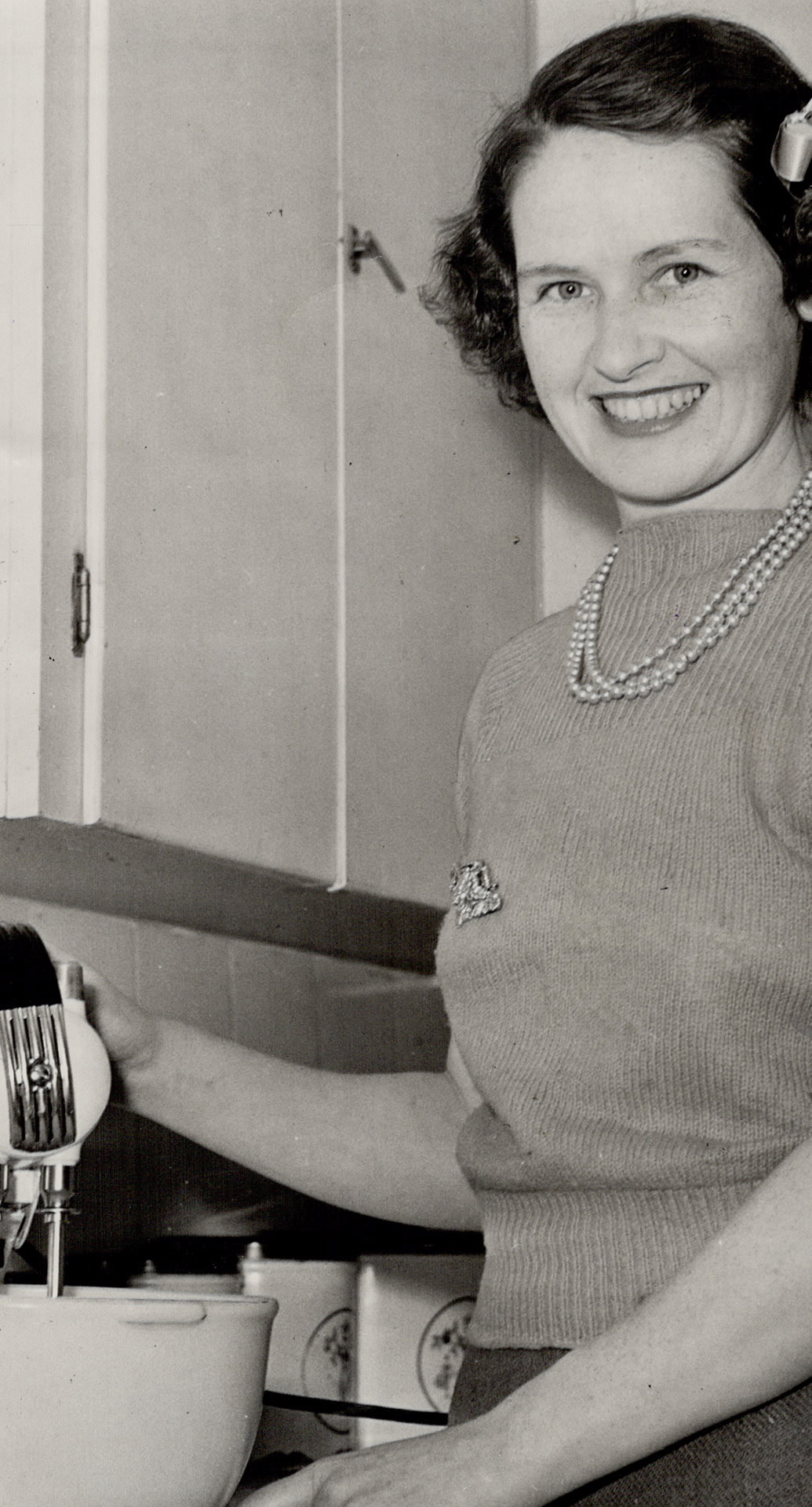

세실 엘라인 에우스타스 스미스(영어: Cecil Elain Eustace Smith, 1908년 9월 14일~1997년)는 캐나다의 피겨 스케이팅 선수였다. 그녀는 1930년 세계 피겨 스케이팅 선수권 대회 싱글 부문에서 은메달을 획득했다. 그녀는 또한 멜빌레 로저스와 함께 페어 부문에서 활약했다.

## 선수 경력
그녀의 어머니 마우데 델라노 오스본은 1892년 캐나다 테니스 선수권 대회에서 우승했다.
스미스는 동계 올림픽에서 캐나다를 대표한 최초의 여자 선수였다. 그녀는 1924년 샤모니 동계 올림픽에 출전했다. 그녀가 올림픽 피겨 스케이팅 종목에서 활약할 때 15세였다. 여자 싱글 부문에서, 소냐 헤니가 은메달을 획득하는 동안 스미스는 6위를 했다. 페어 부문에서, 그녀는 7위를 했다.
그녀는 1925년과 1926년에 전캐나다 선수권 대회에서 우승했다. 1928년에, 그녀는 올림픽으로 복귀하고 여자 싱글 부문에서 5위를 했다(소냐 헤니는 금메달을 주장).

## 참고 문헌
- 프로파일